# Леди Хамилтон
Леди Хамилтон (енгл. That Hamilton Woman, Lady Hamilton) је историјска филмска драма режира Александра Корде. Главне улоге играју: Лоренс Оливије и Вивијен Ли.

## Улоге
- Вивијен Ли - Ема, леди Хамилтон
- Лоренс Оливије - адмирал Хорејшио Нелсон
- Алан Мобри - сер Вилијам Хамилтон
- Гледис Купер - леди Франсис Нелсон
- Хенри Вилкоксон - капетан Харди
- Гај Кингфорд - капетан Трубриџ
- Халивел Хобс - велечасни Нелсон
- Сара Олгуд - госпођа Кадогон-Лајон
- Гилберт Емери - лорд Спенсер
- Мајлс Мандер - лорд Кит
- Хедер Ејнџел - улична девојка